# Lavandula rotundifolia
Espèce
Lavandula rotundifolia est une espèce de plantes à fleurs de la famille des Lamiaceae. C'est une espèce endémique du Cap-Vert, que l'on trouve sur les îles de Santo Antão, São Vicente, São Nicolau, Santiago et Fogo. 
Localement elle est connue sous le nom de « aipo ».
Elle est utilisée en médecine traditionnelle pour traiter les maux d'estomac.